# Agenore Maurizi
Agenore Maurizi (Colleferro, 20 luglio 1964) è un allenatore di calcio, ex giocatore di calcio a 5 ed ex calciatore italiano.

## Carriera

### Giocatore
Dopo gli esordi nel calcio dilettantistico, Maurizi si avvicinò al calcio a 5 in cui ottenne risultati più lusinghieri. Con la nazionale maschile di calcio a 5 dell'Italia prese parte al FIFA Futsal World Championship 1992 in cui gli azzurri furono eliminati nel girone del primo turno comprendente Iran, Paesi Bassi e Paraguay. Dopo aver vinto più volte il campionato nazionale da giocatore, si ripete anche da allenatore, vincendo campionati e Coppe Italia, raggiungendo le fasi finale della Coppa UEFA.

### Allenatore
Nel 2004 frequenta il corso a Coverciano e consegue l'abilitazione ad allenatore di calcio a 5 di primo livello.
Nel 2007, dopo aver allenato nel calcio a 5, la Federazione gli affida l'incarico di direttore tecnico nel calcio a 11 e di selezionatore per la rappresentativa di Serie D. Svolge con entusiasmo e riconoscenza questo incarico per due edizioni e, dopo aver conseguito il patentino Uefa A a Coverciano, diventa nella seconda metà della stagione 2007-2008 l'allenatore della Massese in Serie C1, raggiungendo una incredibile salvezza, subentrando a Giuseppe Giannini. L'anno successivo è la Scafatese in Seconda Divisione a chiamarlo alla guida tecnica, e arriva decimo. Nella stagione 2009-2010 allena in Prima Divisione la Cavese. Dopo un buon avvio, a causa soprattutto delle divergenze con la società, dà le dimissioni nel novembre 2009, al termine della gara esterna contro l'Andria BAT (1-0), e sostituito da Paolo Stringara. L'anno successivo è sulla panchina del Pergocrema e anche qui riesce a raggiungere una salvezza insperata, consentendo inoltre a molti giovani di mettersi in evidenza. Il lancio, la gestione e la crescita dei giovani è forse il suo fiore all'occhiello. Il 19 luglio 2011 diventa l'allenatore del Viareggio, società militante in Prima Divisione., fino alla rescissione consensuale avvenuta il 29 ottobre 2011.
Divenuto poi allenatore del Treviso, viene esonerato e sostituito da Gennaro Ruotolo il 21 ottobre 2012, richiamato a gennaio 2013, rifiuta l'incarico. La squadra arriverà ultima in classifica e retrocederà direttamente.
Il 18 giugno 2013 viene ingaggiato come nuovo tecnico della Paganese, società militante sempre in Lega Pro Prima Divisione. Il 29 dicembre successivo, a seguito degli scarsi risultati conseguiti sulla panchina degli azzurrostellati, viene sollevato dall'incarico.
Il 18 novembre 2014 diventa nuovo allenatore dell'Ischia Isolaverde, Lega Pro, ultima in classifica, al posto dell'esonerato Antonio Porta, riuscendo a portare il sodalizio isolano alla salvezza in Lega Pro, grazie alla vittoria ai play-out contro l'Aversa Normanna.
Il 1º novembre 2015 diventa il nuovo allenatore della Lupa Roma, Lega Pro, ultima con un punto in dieci partite, sostituendo il dimissionario Alessandro Cucciari, per essere esonerato il successivo 27 dicembre
, dopo divergenze insormontabili con la proprietà. La squadra retrocederà a fine stagione. Nella stagione successiva, l'11 ottobre 2016, viene richiamato sulla panchina della Lupa Roma con la squadra a 5 punti dopo l'ottava giornata. Viene sollevato dall'incarico già il 7 novembre seguente a causa di un ribaltone societario., la squadra a fine stagione retrocederà.
A giugno 2017 consegue l'abilitazione al master Uefa pro di Coverciano, diventando l'unico allenatore al mondo ad aver conseguito la massima riconoscenza per poter allenare fino a tutte le nazionali di due sport, calcio a 5 e calcio a 11.
Il 9 giugno 2017 firma con la Reggina, militante in Lega Pro. Il 9 dicembre, dopo una serie di risultati importanti prolunga con il club calabrese fino al 2019, ma al termine della stagione, dopo aver sfiorato l'ingresso nei play-off, lascia gli amaranto. in seguito al cambio di direzione sportiva.
Nel 2018 inizia la sua avventura sulla panchina del Teramo, militante nel girone B della Lega Pro al posto dell'esonerato Giovanni Zichella, con la squadra ultima in classifica, conducendo il diavolo biancorosso ad un punto dai play off.
Il 22 ottobre 2019 accetta l'offerta del Latina, rinunciando clamorosamente a tre anni di contratto che aveva stipulato con il Teramo, subentrando all'esonerato Raffaele Di Napoli, in Serie D, convinto dal progetto triennale propostogli dalla proprietà. Ottiene il sesto posto finale con il campionato interrotto a causa Covid.
Nell'estate 2020 viene nominato nuovo allenatore della Viterbese, in Serie C. Viene esonerato in modo inaspettato essendo malato di Covid l'8 novembre 2020 dopo 21 giorni di malattia. Viene richiamato dalla Viterbese il 6 aprile 2021., raggiungendo la salvezza e sfiorando i play off.
il 27 dicembre 2021 viene nominato nuovo tecnico del Grosseto.. Con la squadra ultima in classifica, con 13 punti in 20 partite. A fine stagione la squadra, retrocede in Serie D.
Il 6 luglio 2022 viene ufficializzato come nuovo allenatore dei laziali della Vis Artena, che disputeranno il campionato di quarta serie. Conduce la Vis Artena alla salvezza, piazzandosi undicesimo in campionato.
Il 20 luglio 2023, a seguito della cessione del titolo sportivo della Vis Artena al Roma City, diventa il nuovo allenatore della formazione rianese, fino all'esonero avvenuto il 28 ottobre 2024.

## Statistiche

### Statistiche da allenatore
Statistiche aggiornate al 7 maggio 2023.
| Stagione         | Squadra          | Campionato       | Campionato | Campionato | Campionato | Campionato | Coppe nazionali | Coppe nazionali | Coppe nazionali | Coppe nazionali | Coppe nazionali | Coppe continentali | Coppe continentali | Coppe continentali | Coppe continentali | Coppe continentali | Altre coppe | Altre coppe | Altre coppe | Altre coppe | Altre coppe | Totale | Totale | Totale | Totale | % Vittorie | Piazzamento       |
| Stagione         | Squadra          | Comp             | G          | V          | N          | P          | Comp            | G               | V               | N               | P               | Comp               | G                  | V                  | N                  | P                  | Comp        | G           | V           | N           | P           | G      | V      | N      | P      | %          | Piazzamento       |
| ---------------- | ---------------- | ---------------- | ---------- | ---------- | ---------- | ---------- | --------------- | --------------- | --------------- | --------------- | --------------- | ------------------ | ------------------ | ------------------ | ------------------ | ------------------ | ----------- | ----------- | ----------- | ----------- | ----------- | ------ | ------ | ------ | ------ | ---------- | ----------------- |
| apr.-mag. 2008   | Massese          | C1               | 3          | 1          | 1          | 1          | CI-C            | -               | -               | -               | -               | -                  | -                  | -                  | -                  | -                  | -           | -           | -           | -           | -           | 3      | 1      | 1      | 1      | 33,33      | Sub., 12°         |
| 2008-2009        | Scafatese        | 2D               | 34         | 11         | 8          | 15         | CI-LP           | 4               | 1               | 0               | 3               | -                  | -                  | -                  | -                  | -                  | -           | -           | -           | -           |             | 38     | 12     | 8      | 18     | 31,58      | 10°               |
| lug.-nov. 2009   | Cavese           | 1D               | 14         | 2          | 7          | 5          | CI+CI-LP        | 1+2             | 0+1             | 1+0             | 0+1             | -                  | -                  | -                  | -                  | -                  | -           | -           | -           | -           | -           | 17     | 3      | 8      | 6      | 17,65      | Eson.             |
| 2010-2011        | Pergocrema       | 1D               | 34+2       | 7+1        | 15         | 12+1       | CI-LP           | 4               | 1               | 0               | 3               | -                  | -                  | -                  | -                  | -                  | -           | -           | -           | -           | -           | 40     | 9      | 15     | 16     | 22,50      | 14°               |
| lug.-ott. 2011   | Viareggio        | 1D               | 5          | 0          | 0          | 5          | CI-LP           | 4               | 0               | 3               | 1               | -                  | -                  | -                  | -                  | -                  | -           | -           | -           | -           | -           | 9      | 0      | 3      | 6      | &0,00      | Eson.             |
| lug.-ott. 2012   | Treviso          | 1D               | 8          | 0          | 2          | 6          | CI+CI-LP        | 1+1             | 0+0             | 0+0             | 1+1             | -                  | -                  | -                  | -                  | -                  | -           | -           | -           | -           | -           | 10     | 0      | 2      | 8      | &0,00      | Eson.             |
| lug.-dic. 2013   | Paganese         | 1D               | 16         | 2          | 2          | 12         | CI+CI-LP        | 1+1             | 0+0             | 1+0             | 0+1             | -                  | -                  | -                  | -                  | -                  | -           | -           | -           | -           | -           | 18     | 2      | 3      | 13     | 11,11      | Eson.             |
| nov. 2014-2015   | Ischia           | LP               | 25+2       | 6+1        | 9          | 10+1       | CI-LP           | -               | -               | -               | -               | -                  | -                  | -                  | -                  | -                  | -           | -           | -           | -           | -           | 27     | 7      | 9      | 11     | 25,93      | Sub., 18°         |
| nov.-dic. 2015   | Lupa Roma        | LP               | 7          | 2          | 3          | 2          | CI-LP           | -               | -               | -               | -               | -                  | -                  | -                  | -                  | -                  | -           | -           | -           | -           | -           | 7      | 2      | 3      | 2      | 28,57      | Sub., Eson.       |
| ott.-nov. 2016   | Lupa Roma        | LP               | 4          | 1          | 2          | 1          | CI-LP           | 1               | 0               | 0               | 1               | -                  | -                  | -                  | -                  | -                  | -           | -           | -           | -           | -           | 5      | 1      | 2      | 2      | 20,00      | Sub., Eson.       |
| Totale Lupa Roma | Totale Lupa Roma | Totale Lupa Roma | 11         | 3          | 5          | 3          |                 | 1               | 0               | 0               | 1               |                    |                    |                    |                    |                    |             |             |             |             |             | 12     | 3      | 5      | 4      | 25,00      |                   |
| 2017-2018        | Reggina          | C                | 36         | 9          | 14         | 13         | CI-C            | 3               | 2               | 0               | 1               | -                  | -                  | -                  | -                  | -                  | -           | -           | -           | -           | -           | 39     | 11     | 14     | 14     | 28,21      | 13°               |
| ott. 2018-2019   | Teramo           | C                | 32         | 10         | 9          | 13         | CI-C            | 2               | 1               | 0               | 1               | -                  | -                  | -                  | -                  | -                  | -           | -           | -           | -           | -           | 34     | 11     | 9      | 14     | 32,35      | Sub., 13°         |
| ott. 2019-2020   | Latina           | D                | 18         | 7          | 6          | 5          | CI-D            | -               | -               | -               | -               | -                  | -                  | -                  | -                  | -                  | -           | -           | -           | -           | -           | 18     | 7      | 6      | 5      | 38,89      | Sub., 6°          |
| 2020-2021        | Viterbese        | C                | 11         | 2          | 4          | 5          | -               | -               | -               | -               | -               | -                  | -                  | -                  | -                  | -                  | -           | -           | -           | -           | -           | 11     | 2      | 4      | 5      | 18,18      | Eson., Sub., 12°  |
| dic. 2021-2022   | Grosseto         | C                | 18         | 3          | 7          | 8          | CI-C            | -               | -               | -               | -               | -                  | -                  | -                  | -                  | -                  | -           | -           | -           | -           | -           | 18     | 3      | 7      | 8      | 16,67      | Sub., 20° (retr.) |
| 2022-2023        | Vis Artena       | D                | 34         | 9          | 14         | 11         | CI-D            | 1               | 0               | 0               | 1               | -                  | -                  | -                  | -                  | -                  | -           | -           | -           | -           | -           | 35     | 9      | 14     | 12     | 25,71      | 11°               |
| 2023-2024        | Roma City        | D                | 34+1       | 14         | 10+1       | 10         | CI-D            | 1               | 0               | 0               | 1               | -                  | -                  | -                  | -                  | -                  | -           | -           | -           | -           | -           | 36     | 14     | 11     | 11     | 38,89      | 5°                |
| 2024-2025        | Roma City        | D                | 9          | 3          | 2          | 4          | CI-D            | 1               | 1               | 0               | 0               | -                  | -                  | -                  | -                  | -                  | -           | -           | -           | -           | -           | 10     | 4      | 2      | 4      | 40,00      | Eson.             |
| Totale Roma City | Totale Roma City | Totale Roma City | 44         | 17         | 13         | 14         |                 | 2               | 1               | 0               | 1               |                    |                    |                    |                    |                    |             |             |             |             |             | 46     | 18     | 13     | 15     | 39,13      |                   |
| Totale carriera  | Totale carriera  | Totale carriera  | 347        | 91         | 116        | 140        |                 | 28              | 7               | 5               | 16              |                    |                    |                    |                    |                    |             |             |             |             |             | 375    | 98     | 121    | 156    | 26,13      |                   |

## Palmarès

### Calcio a 5
- Campionato italiano: 2

Lazio: 1997-1998
Genzano: 1999-2000
- Coppa Italia: 3
- Lazio: 1997-1998
- Genzano: 1999-2000
- Lazio: 2002-2003